# Dyschimus furcifer
Dyschimus furcifer är en nattsländeart som beskrevs av G. Marlier 1953. Dyschimus furcifer ingår i släktet Dyschimus och familjen Pisuliidae. Inga underarter finns listade i Catalogue of Life.